# All at Once
All at Once – piosenka rockowej grupy The Fray, pochodząca z jej debiutanckiego albumu How to Save a Life. W czerwcu 2007 roku została wydana jako singel. 
Wideoklip piosenki miał premierę w programie VH1 Top 20 Video Countdown kanału VH1. Przedstawia on na przemian fragmenty koncertu The Fray w Tweeter Center w Massachusetts i urywki filmu dokumentującego trasę koncertową zespołu.

## Pozycje na listach
| Lista (2007)            | Pozycja |
| ----------------------- | ------- |
| Hot Adult Top 40 Tracks | 20      |